# Eleições municipais em Deli (2007)
As eleições municipais de 2007 em Deli realizaram-se em 5 de Abril de 2007 e destinaram-se a eleger os 272 membros da Corporação Municipal de Delhi (MCD) do Território da capital nacional (TCN).
O TCN é uma estrutura única na Índia. Permite que a gestão municipal seja feita por um governo local eleito, enquanto outras áreas importantes como a polícia e a administração se mantêm sob o controlo do governo central. Surgiu como estímulo ao desenvolvimento das zonas envolventes da capital de forma a diminuir a pressão sobre a cidade central, sobrepovoada devido à constante migração.
Os estatutos da (MCD) sofreram uma emenda, permitindo um aumento de membros de 134 para 272, por forma a aumentar a proximidade da Corporação com a população. Destes 272 lugares, 76 estão reservados às mulheres, outros 16 reservados a mulheres de determinadas castas e mais 46 destinados a candidatos de certas castas.

## Candidatos
Estavam inscritos 2.575 candidatos para os 272 lugares da Assembleia. De entre os candidatos 375 são iletrados, e mais de 1.300 têm menos de 12 anos de escolaridade. Deste total de 1.714 candidatos, 103 ficaram pelo ensino primário, 403 têm entre 5 e 8 anos de escolaridade, 439 têm entre 10 e 12 (incompletos) anos de estudos e 394 terminaram a "Class 12".
Dos 375 candidatos iletrados, 50 são do Partido Bahujan Samaj Party (BSP) e 200 são Independentes (de um total de 1.216 independentes).
No outro extremo encontram-se 375 candidatos licenciados e outros 108 com pós-licenciaturas, de entre eles sete médicos, três engenheiros e seis profissionais diplomados.

## Partidos
Para os partidos políticos, estas eleições revestem-se de particular importância. O Partido do Congresso procura votos em nome do desenvolvimento e teve uma campanha muito positiva. Através da recente notificação do Plano Mestre para Deli ou da decisão de regularizar cerca de 1.500 colónias clandestinas, o partido tentou impressionar os eleitores para assim voltar ao poder. Por outro lado, o Partido Bharatiya Janata ainda sente a vitória e tem o Partido do Congresso sob mira em todas as frentes. O BJP acusou o Congresso de falhar na contenção do aumento dos preço e de adoptar uma aproximação suave ao terrorismo, enquanto acusou o Governo de Deli de falhar na provisão de água, eletricidade, estradas e trabalho para os cidadãos.
Antes destas eleições, o Partido Comunista da Índia (Marxista) e o CPI, juntamente com o Jan Morcha, o Janata Dal e o Partido do Congresso Nacionalista formaram uma aliança, a Pragatisheel Jan Morcha, a qual concorre para todos os 272 assentos.
De qualquer forma, mais tarde os quatro partidos de esquerda - CPI (M), CPI, All India Forward Bloc e Partido Socialista Revolucionário - anunciaram a sua candidatura numa plataforma comum, como ficaram algumas diferenças na partilha de lugares, torna-se claro que contestações amigáveis serão inevitáveis em alguns dos mandatos.

## Votação
Estavam, inscritos nos cadernos eleitorais para estas eleições cerca de 9.900.000 eleitores, dos quais votaram cerca de 43%, segundo os primeiros dados disponíveis. Devido a falhas no sistema electrónico, houve necessidade de repetir a votação no dia 6 de Abril em algumas assembleias de voto. A contagem de votos deve ser iniciada no dia 7 de Abril.
A mais alta percentagem de afluência (71%) registou-se em Durgapuri (Secção Nº 245) e a mais baixa (32%) em R.K. Puram (Secção Nº167).

## Resultados
O Partido do Congresso, no governo, saíu muito penalizado destas eleições. Dos 108 lugares que detinha na anterior Corporação de 134, passou a 69 na actual de 272 lugares. Ao contrário, o Partido Bharatiya Janata obteve 164 lugares em 2007 contra os 16 que detinha anteriormente.
| Partido                          | Lugares na Corporação de 134 Assentos | Percentagem | Lugares na Corporação de 272 Assentos | Percentagem |
| -------------------------------- | ------------------------------------- | ----------- | ------------------------------------- | ----------- |
| Partido do Congresso (INC)       | 16                                    | 11,94%      | 164                                   | 60,30%      |
| Partido Bharatiya Janata (BJP)   | 108                                   | 80,60%      | 69                                    | 25,36%      |
| Bahujan Samaj Party (BSP)        | -                                     | -           | 15                                    | 5,51%       |
| Jharkhand Mukti Morcha (JMM)     | -                                     | -           | 2                                     | 0,74%       |
| Indian National Lok Dal (INLD)   | -                                     | -           | 2                                     | 0,74%       |
| Nationalist Congress Party (NCP) | -                                     | -           | 2                                     | 0,74%       |
| Loktantrik Janta Party (LJP)     | -                                     | -           | 2                                     | 0,74%       |
| Independentes (em 2007)          | -                                     | -           | 16                                    | 5,87%       |
| Outros e Independentes (em 2002) | 10                                    | 7,46%       | -                                     | -           |
| Total                            | 134                                   | 100,0%      | 272                                   | 100,0%      |